# Бои за перевал Куньлунь
Бои за перевал Куньлунь (кит. 昆仑关战役) — бои между японской армией и китайскими войсками, окружавшими перевал Куньлунь, ключевую стратегическую позицию в провинции Гуанси, проходившие в декабре 1939 — январе 1940 года. 
После захвата Наньнина в ноябре 1939 года японцы захватили ключевую точку перевала Куньлунь и были готовы атаковать китайские войска, защищавшие Чунцин, столицу военного времени. Перевал Куньлунь23°03′ с. ш. 109°01′ в. д. расположен более чем в 50 км к северо-востоку от Наньнина, Гуанси.
Понимая, что бездействие приведет к разгрому, генерал Бай Чунси запросил у правительства подкрепления. Из провинции Хунань была отправлена 5-я армия генерал-лейтенанта Ду Юймина, самое элитное соединение НРА, имевшее на вооружении танки и бронетехнику. В операции участвовало также около сотни самолетов ВВС Китая.
В ночь на 18 декабря китайские войска при поддержке танков и артиллерийского огня начали атаки на перевал Куньлунь, обороняемый японским батальоном. К полудню были захвачены населённые пункты Цзиньлуншань, Лаомаолин, Лотан, Тунсин и некоторые высоты, окружающие перевал, и атакующие продвинулась в район Цзютана и перерезали пути отхода. Японский батальон отступил на главную позицию и, отбивая непрерывные атаки, стал дожидаться прибытия подкреплений. Из Наньнина на перевал японцами был отправлен пехотный полк, который 19 декабря при поддержке авиации отбил Лотан и Тунсин и подкрепил обороняющихся.
С 20 по 28 декабря дивизии китайской 5-й армии предпринимали непрерывные атаки на окружённые японские части на перевале Куньлунь, но не смогли их разгромить. 21-я бригада 5-й японской дивизии попыталась пробиться к перевалу, но была блокирована в районе Кушулин северо-восточнее Цзютана. Командир бригады генерал-майора Масао Накамура был убит. Столкнувшись с невозможностью деблокировать осаждённые части, японское командование в конечном итоге положилось на авиацию для доставки боеприпасов и провизии.
К 30 декабря прибыли новые китайские подкрепления, и в результате непрерывных атак были последовательно захвачены Тунсин, Цзешоу и высоты на юго-востоке. На рассвете 31-го числа 5-я армия начала генеральную атаку на перевал Куньлунь. К 8 часам утра было занято юго-западное нагорье, и в 11 часов 22-я дивизия захватила сам перевал, вынудив остатки японских подразделений отступить в сторону Цзютана.
Японские подкрепления, подошедшие к Цзютану, попытались отбить перевал, но после кратковременного успеха 3 января, были отброшены. 4 января китайские войска захватила Цзютан и 5-го атаковали Батан, бои за который продолжились до 11 января. Китайцы не смогли захватить Батан, и линия фронта прошла между Цзютаном и Батаном. Бои за перевал Куньлунь закончились.
Эти бои стали первой крупной победой китайской армии со времен сражения при Ухане. Китайская армия потеряла в боях 14 000 человек, японцы — 10 000.